# Kamień (Włodawa)
Pour les articles homonymes, voir Kamień.
Kamień (prononciation [ˈkamjɛɲ]) est un village de la gmina de Stary Brus, du powiat de Włodawa, dans la voïvodie de Lublin, situé dans l'est de la Pologne.
Il se situe à environ 5 kilomètres au nord de Stary Brus (siège de la gmina), 20 kilomètres à l'ouest de Włodawa (siège du powiat) et 57 kilomètres au nord-est de Lublin (capitale de la voïvodie).

## Administration
De 1975 à 1998, le village est attaché administrativement à l'ancienne voïvodie de Chełm.

Depuis 1999, il fait partie de la nouvelle voïvodie de Lublin.